# 波塞東龍屬
波塞東龍屬又名蜥海神龍，是蜥腳下目巨龍形類恐龍的一屬，生存於白堊紀早期。波塞東龍是種大型四足植食性恐龍，前肢長於後肢，身體形態類似現代長頸鹿。白堊紀的北美洲蜥腳類恐龍已出現數量衰退、體型縮小的跡象，而波塞東龍是北美洲最晚出現的大型蜥腳類恐龍。波塞東龍是目前已知最高的恐龍，經估計有17公尺高；而身長接近30到34公尺，體重被估計為50到60公噸之間。
目前已發現數個標本，正模標本由4個頸椎構成，在1994年發現於美國奧克拉荷馬州，之後在懷俄明州、德州也發現化石與足跡化石，地質年代屬於白堊紀早期，該地區過去是史前墨西哥灣的三角洲。由於之前很少發現該時代的北美洲巨型蜥腳類化石，這些化石曾一度被認為是矽化木。

## 詞源
波塞東龍的屬名由sauros與Poseidon組成，sauros在希臘文意為「蜥蜴」，Poseidon不僅是希臘神話中的海神，也有「使大地震動者」（Ennosigaios）之意。而波塞東龍的屬名的意思則是借用後者。
波塞東龍的種名proteles在希臘文意為「結束前最完美的」，意指波塞東龍的狀態是北美洲已發現的大型蜥腳下目恐龍中，最晚出現也是最特化的一種。

## 敘述
「牠們真的令人感到驚訝。波塞東龍可以說是地表上曾經出現過最大型的動物。」
— Richard Cifelli，波塞東龍的發現者。
波塞東龍的相關新聞在1999年傳出後，馬上引起大眾媒體的注意，並導致許多新聞不精確地將波塞東龍報導成「有史以來最大的恐龍」。然而事實上波塞東龍可能是目前已知最高的恐龍，牠們並非最長的恐龍，也非最龐大的恐龍。極巨龍、阿根廷龍可能才是世界上最龐大恐龍之一，但極巨龍、阿根廷龍的少量化石紀錄使得不能估計出正確的數據。

波塞東龍與人類的體型相比圖，每塊方格為1公尺。目前僅發現四節頸椎

波塞東龍的化石包含：四個天然狀態的頸椎（中間第五到第八個）、以及頸部肋骨。波塞東龍的脊椎骨非常地長，最大的一個脊椎骨長度約1.4公尺，是目前紀錄中最長的。對於這些骨頭的檢驗，顯示出牠們是由蜂窩狀骨細胞所構成，而且骨細胞非常細，類似雞或鴕鳥的骨細胞，使得波塞東龍的頸部較輕，且較容易舉起。波塞東龍的頸部肋骨極長，第六節頸肋的長度為342公分，比長頸巨龍的最長頸肋長18%，也超越馬門溪龍的頸肋。
波塞東龍的體型估計，是根據波塞東龍的四個頸椎，與柏林亨波特博物館的長頸巨龍標本（編號HM SII）比較得來的數據。編號HM SII標本是目前已知最完整的腕龍類化石，但該標本被認為由不同個體化石拼湊而成，因此數據可能不完全正確。波塞東龍與其他腕龍科近親的比較是困難的，因為有限的化石紀錄。
波塞東龍的頸部長度被估計為11.25到12公尺，而編號HM SII的腕龍標本頸部長度為9公尺。這個數據是假設波塞東龍的頸部其它部分比例與長頸巨龍頸部比例是一樣的，這是個非常合理的假設方式。

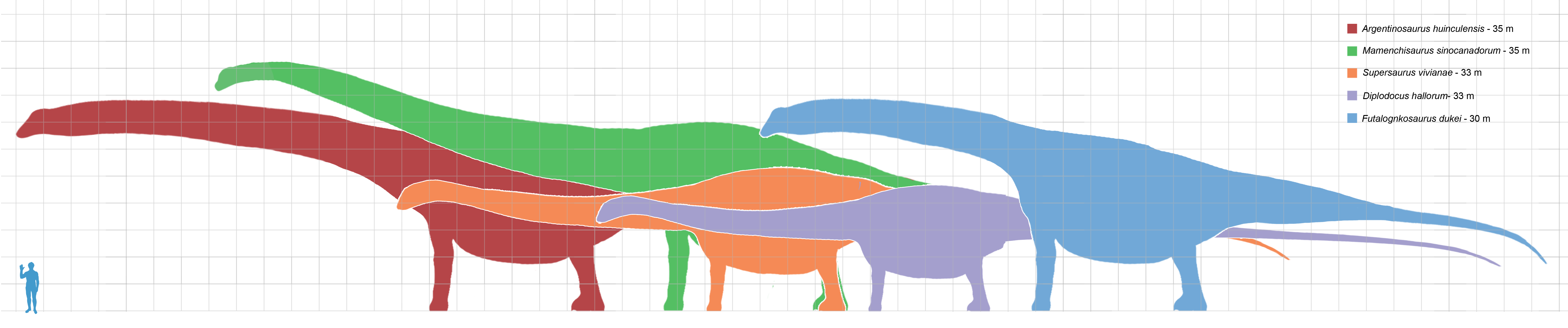
數種大型蜥腳下目恐龍的體型比較圖。分別為：阿根廷龙(红)、马门溪龙(绿)、超龙(橘)、梁龙(紫)、富塔隆柯龙(蓝)

波塞東龍可能可以將頭部高舉過地面達17公尺，大約是六層樓高。腕龍科恐龍的長頸部與高肩膀，使得牠們是已知最高的一群恐龍。在某些層面，波塞東龍的體格類似現代長頸鹿，牠們同樣擁有短身體與長頸部。相較而言，長頸巨龍可將頭部高舉到離地面13.5公尺。參考其他腕龍科恐龍，波塞東龍的肩膀可能有6或7公尺高，而身長被估計約為30公尺或是34公尺長。。
波塞東龍的體重被估計為50到60公噸之間。波塞東龍的脊椎骨比長頸巨龍的脊椎骨還長約25%到33%，但直徑僅大了10%到15%。這些數據意味者波塞東龍的身體可能比長頸巨龍還巨大，但就比例而言頸部較小。長頸巨龍的體重為40到44公噸，這個數據是將不同測量的結果平均得到的數據。
然而，相較於長頸巨龍，波塞東龍擁有相對細長的頸部。如果波塞東龍的身體也是較為細長，那之前所估計的數據將會過高。舉例而言，體型較粗壯的迷惑龍，體重比身體較長、但體型修長的梁龍還重。此外，波塞東龍可能擁有氣囊系統，類似鳥類，氣囊系統可減低蜥腳類恐龍的體重約20%以上。

## 發現
波塞東龍的第一個標本是四節脊椎骨，發現於奧克拉荷馬州的鄉村，接近德州邊界，位於露出的黏土岩中。這些化石的年代約為1億1000萬年前，屬於白堊紀時期，約為阿普第階與阿爾布階之間。這四個脊椎骨是在1994年，由Richard Cifelli博士與奧克拉荷馬自然歷史博物館的挖掘團隊發現於奧克拉荷馬州阿托卡縣的鹿角組（Antlers Formation）。由於化石的保存狀態，這些化石起初被認為是樹幹化石，因為對於動物化石而言過大。
這些脊椎骨被保存、儲藏起來，直到1999年，Cifelli博士將它們交給畢業班學生Matt Wedel，以分析部份研究計畫。當他們發現這個化石的獨特性時，他們在同年10月公佈了這項消息，並在隔年的《脊椎動物古生物學期刊》（Journal of Vertebrate Paleontology）三月份上正式公佈。這個新種被命名為波塞東龍「S. proteles」，而正模標本（編號OMNH 53062）存放在奧克拉荷馬自然歷史博物館。
在2012年的一個重新研究裡，許多長期被歸類於其他屬的蜥腳類恐龍化石，被重新編入於波塞東龍。發現於德州帕拉克西河流域的蜥腳類化石、足跡化石，包含數個部分身體骨骼，屬於雙子山組（Twin Mountains Formation）與其上方的玫瑰谷組地層（Glen Rose Formation）。在1980年代中期，德克薩斯大學奧斯汀分校的學生在德州胡德郡的一個牧場，發現一個屍骨層，並挖掘到1987年。在1993年，由南衛理公會大學、福斯沃斯科學和歷史博物館、塔爾頓州立大學組成的挖掘團隊再度展開挖掘工作。這些新發現的蜥腳類化石似乎是同一種恐龍。當地也發現了矽化木。根據砂岩沉積層的方解石結核研判，當地在下白堊紀曾有河流經過，化石即是從砂岩中挖掘出的。在2007年，這些化石被命名為帕拉克西龍（Paluxysaurus）。
帕拉克西龍的正模標本（編號FWMSH 93B-10-18）是個相連的左上頜骨與鼻骨、牙齒。其他的標本還有：七節頸椎、十三節背椎、三十節尾椎，以及除了手部與腳掌以外的一些四肢與肩帶骨頭。帕拉克西龍與其他蜥腳類恐龍的差異在於脊椎特徵；而與下白堊紀北美洲的其他蜥腳類恐龍相比，其他部位的骨頭也有形態上的不同處。帕拉克西龍的化石僅發現於當地的屍骨層。近年在附近的德州懷斯郡發現的新化石（編號SMU 61732），被歸類於側空龍的未定種（Pleurocoelus sp.），而非帕拉克西龍。帕拉克西龍與這個側空龍的新種有不同處，但仍有爭論。在2012年的一個重新研究，顯示帕拉克西龍、波塞東龍是相同動物，較晚被命名的帕拉克西龍成為波塞東龍的一個次異名。

## 分類
波塞東龍最初被歸類於腕龍科，是腕龍、長頸巨龍的近親。近年在懷俄明州克洛夫利組（Cloverly Formation）發現的新化石，顯示波塞東龍可能屬於Somphospondyli演化支，親緣關係較接近於泰坦巨龍類。之後在德州發現的新化石，也支持這個分類法。之前發現於雙子山組（Twin Mountains Formation）的蜥腳類化石與足跡化石，在2007年被命名為帕拉克西龍，發現於德州的新化石，證實帕拉克西龍其實跟波塞東龍是相同動物。

## 古生態學

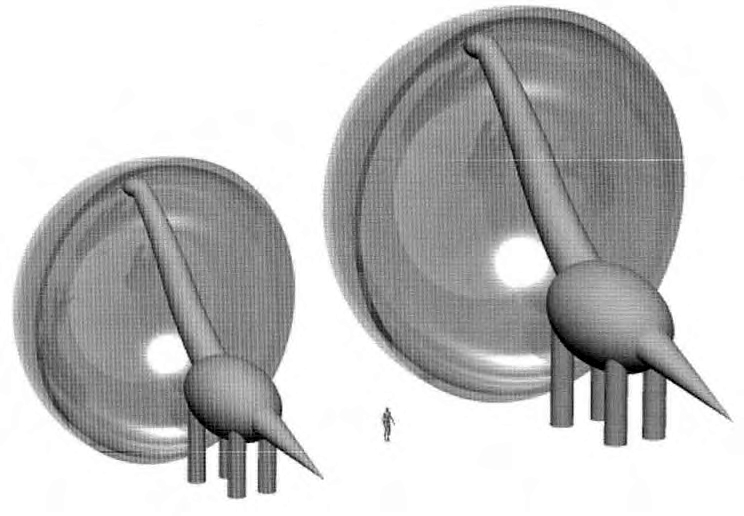
腕龍（左）和波塞東龍（右）的進食範圍，中間以1.8公尺高的人作為比較

波塞東龍可能是北美洲最後的巨大蜥腳類恐龍。蜥腳類恐龍包含陸地上出現過最大的動物，是群分布廣泛且成功的演化支。牠們首次出現於早侏儸紀，並且很快地散佈到全世界。到了晚侏儸紀，梁龍科與腕龍科恐龍在北美洲與非洲等地佔優勢，到了晚白堊紀，體型龐大的泰坦巨龍類廣泛分布於南半球。在晚侏儸紀到晚白堊紀期間，這段期間的北美洲蜥腳類的化石紀錄很稀少。所發現的標本也通常是破碎骨頭，或是幼年個體。而北美白堊紀存活的蜥腳類恐龍在體型上縮減（身長減到15公尺左右，而體重不超過20公噸），因此波塞東龍的發現相當不尋常。
波塞東龍生存於墨西哥灣的海岸，墨西哥灣的海岸在當時侵入到奧克拉荷馬州一帶，形成巨大的三角洲，類似今日的密西西比河三角洲。這個地區在當時可能沒有掠食動物可以獵捕完全成年健康的波塞東龍個體，但鯊齒龍類的高棘龍（體型略小於暴龍）與以群體行動的恐爪龍可能以亞成體或幼體及病弱的波塞東龍為獵物。
在2004年，德恩·奈許（Darren Naish）與他的同事敘述了一隻巨大腕龍科恐龍，該恐龍發現於早白堊紀的英格蘭，並類似於波塞東龍。該腕龍科恐龍僅發現兩個頸椎，在某些細節明顯地類似波塞東龍，而牠們可能在體型上相似。該腕龍科恐龍的發現突顯了早白堊紀時期北美洲與歐洲恐龍的相似處。

## 外部連結
- A non-technical article on Dino Land, with links to various news reports.
- An interview on Dino Land with Matt Wedel, lead researcher on the Sauroposeidon team at the University of Oklahoma.
- Publications of the Sam Noble Oklahoma Museum of Natural History, including the two technical papers listed under References.